# Tālcher
Tālcher är en ort i Indien.   Den ligger i distriktet Angul District och delstaten Odisha, i den östra delen av landet, 1 200 km sydost om huvudstaden New Delhi. Tālcher ligger 80 meter över havet och antalet invånare är 38 436.
Terrängen runt Tālcher är platt. Runt Tālcher är det tätbefolkat, med 319 invånare per kvadratkilometer. Närmaste större samhälle är Angul, 18,2 km sydväst om Tālcher. I omgivningarna runt Tālcher växer huvudsakligen savannskog.